# المعاريف (لمريجة)
المعاريف هي إحدى مشيخات المملكة المغربية، تتبع جغرافيا لإقليم جرسيف وإداريًا للمريجة. يقدر عدد سكانها بـ 6999 نسمة حسب الإحصاء الرسمي للسكان والسكنى لسنة 2004.